# Somatochlora hudsonica
Somatochlora hudsonica – gatunek ważki z rodziny szklarkowatych (Corduliidae). Występuje na terenie Ameryki Północnej.